# Premierzy Afganistanu
| Osoba                                                | Osoba                                          | Osoba                                      | Kadencja             | Kadencja             | Partia polityczna                         |
| #                                                    | Imię i nazwisko                                | Portret                                    | Od                   | Do                   | Partia polityczna                         |
| ---------------------------------------------------- | ---------------------------------------------- | ------------------------------------------ | -------------------- | -------------------- | ----------------------------------------- |
| Królestwo Afganistanu                                |                                                |                                            |                      |                      |                                           |
|                                                      | Sardar Szir Ahmad (ok. 1885–?)                 |                                            | 25 października 1927 | styczeń 1929         | Bezpartyjny                               |
| Emirat Afganistanu                                   |                                                |                                            |                      |                      |                                           |
|                                                      | Szir Gijan (?–1929)                            |                                            | styczeń 1929         | 1 listopada 1929     | Bezpartyjny                               |
| Królestwo Afganistanu                                |                                                |                                            |                      |                      |                                           |
|                                                      | Mohammad Haszim Chan (1885–1953)               |                                            | 1 listopada 1929     | maja 1946            | Bezpartyjny                               |
|                                                      | Szah Mahmud Chan (1890–1959)                   |                                            | maj 1946             | 7 września 1953      | Bezpartyjny                               |
|                                                      | Mohammad Daud Chan (1909–1978)                 |                                            | 7 września 1953      | 10 marca 1963        | Bezpartyjny                               |
|                                                      | Mohammad Jusuf Chan (1917–1998)                |                                            | 10 marca 1963        | 2 listopada 1965     | Bezpartyjny                               |
|                                                      | Mohammad Haszim Majwandwal (1919–1973)         |                                            | 2 listopada 1965     | 11 października 1967 | Bezpartyjny (do 1966)                     |
|                                                      | Mohammad Haszim Majwandwal (1919–1973)         | Postępowa Demokratyczna Partia Afganistanu | 2 listopada 1965     | 11 października 1967 |                                           |
|                                                      | Abdullah Jakta (1914–2003) (tymczasowo)        |                                            | 11 października 1967 | 1 listopada 1967     | Bezpartyjny                               |
|                                                      | Mohammad Nur Ahmad Etemadi (1921–1979)         |                                            | 1 listopada 1967     | 9 czerwca 1971       | Bezpartyjny                               |
|                                                      | Abdul Zahir (1910–1983)                        |                                            | 9 czerwca 1971       | 12 listopada 1972    | Bezpartyjny                               |
|                                                      | Mohammad Musa Szafik (1932–1979)               |                                            | 12 listopada 1972    | 17 lipca 1973        | Bezpartyjny                               |
| Republika Afganistanu                                |                                                |                                            |                      |                      |                                           |
| urząd zniesiony (17 lipca 1973 – 27 kwietnia 1978)   |                                                |                                            |                      |                      |                                           |
| Demokratyczna Republika Afganistanu                  |                                                |                                            |                      |                      |                                           |
|                                                      | Nur Mohammad Taraki (1917–1979)                |                                            | 1 maja 1978          | 27 marca 1979        | LDPA-Chalk                                |
|                                                      | Hafizullah Amin (1929–1979)                    |                                            | 27 marca 1979        | 27 grudnia 1979      | LDPA-Chalk                                |
|                                                      | Babrak Karmal (1929–1996)                      |                                            | 27 grudnia 1979      | 11 czerwca 1981      | LDPA-Parczam                              |
|                                                      | Sultan Ali Kesztmand (1935–)                   |                                            | 11 czerwca 1981      | 30 listopada 1987    | LDPA-Parczam                              |
| Republika Afganistanu                                |                                                |                                            |                      |                      |                                           |
| Sultan Ali Kesztmand (1935–)                         |                                                | 30 listopada 1987                          | 26 maja 1988         | LDPA-Parczam         |                                           |
|                                                      | Mohammad Hasan Szark (1925–)                   |                                            | 26 maja 1988         | 21 lutego 1989       | Bezpartyjny                               |
|                                                      | Sultan Ali Kesztmand (1935–)                   |                                            | 21 lutego 1989       | 8 maja 1990          | LDPA-Parczam                              |
|                                                      | Fazal Hak Chalikjar (1934–2004)                |                                            | 8 maja 1990          | 15 kwietnia 1992     | LDPA-Parczam (do 1990)                    |
| Partia al-Watan                                      | Fazal Hak Chalikjar (1934–2004)                |                                            | 8 maja 1990          | 15 kwietnia 1992     |                                           |
| Islamska Republika Afganistanu                       |                                                |                                            |                      |                      |                                           |
|                                                      | Abdussabur Farid Kuhestani (1952–2007)         |                                            | 6 lipca 1992         | 15 sierpnia 1992     | Hezb-e Islami Gulbuddin                   |
|                                                      | Gulbuddin Hekmatjar (1947–)                    |                                            | 17 czerwca 1993      | 28 czerwca 1994      | Hezb-e Islami Gulbuddin                   |
|                                                      | Arsala Rahmani Daulat (1937–2012) (tymczasowo) |                                            | 28 czerwca 1994      | 1995                 | Afgańska Organizacja Islamska Dawah       |
|                                                      | Ahmad Szah Ahmadzaj (1944–2021) (tymczasowo)   |                                            | 1995                 | 26 czerwca 1996      | Afgańska Organizacja Islamska Dawah       |
|                                                      | Gulbuddin Hekmatjar (1947–)                    |                                            | 26 czerwca 1996      | 27 września 1996     | Hezb-e Islami Gulbuddin                   |
| Islamski Emirat Afganistanu                          |                                                |                                            |                      |                      |                                           |
|                                                      | Mohammad Rabbani (1956–2001)                   |                                            | 27 września 1996     | 21 kwietnia 2001     | Talibowie                                 |
|                                                      | Abdul Kabir (1958/1963–) (tymczasowo)          |                                            | 21 kwietnia 2001     | 13 listopada 2001    | Talibowie                                 |
| Sojusz Północny                                      |                                                |                                            |                      |                      |                                           |
|                                                      | Gulbuddin Hekmatjar (1947–)                    |                                            | 27 września 1996     | 11 sierpnia 1997     | Hezb-e Islami Gulbuddin (Sojusz Północny) |
|                                                      | Abdul Rahim Ghafurzaj (1947–1997)              |                                            | 11 sierpnia 1997     | 21 sierpnia 1997     | Sojusz Północny                           |
|                                                      | Abdul Ghafur Rawan Farhadi (1929–)             |                                            | 21 sierpnia 1997     | 13 listopada 2001    | Sojusz Północny                           |
| Islamska Tymczasowa Republika Afganistanu            |                                                |                                            |                      |                      |                                           |
|                                                      | Abdul Ghafur Rawan Farhadi (1929–)             |                                            | 13 listopada 2001    | 22 grudnia 2001      | Sojusz Północny                           |
| urząd zniesiony (22 grudnia 2001 – 7 grudnia 2004)   |                                                |                                            |                      |                      |                                           |
| Islamska Republika Afganistanu                       |                                                |                                            |                      |                      |                                           |
| urząd zniesiony (7 grudnia 2004 – 29 września 2014)  |                                                |                                            |                      |                      |                                           |
|                                                      | Abdullah Abdullah (1960–)                      |                                            | 29 września 2014     | 11 marca 2020        | Narodowa Koalicja Afganistanu             |
| urząd zniesiony (11 marca 2020 – 15 sierpnia 2021)   |                                                |                                            |                      |                      |                                           |
| Islamski Emirat Afganistanu                          |                                                |                                            |                      |                      |                                           |
| urząd zniesiony (15 sierpnia 2021 – 7 września 2021) |                                                |                                            |                      |                      |                                           |
|                                                      | Hasan Achund (?–) (tymczasowo)                 |                                            | 7 września 2021      | 17 maja 2023         | Talibowie                                 |
|                                                      | Abdul Kabir (?–) (tymczasowo)                  |                                            | 17 maja 2023         | 17 lipca 2023        | Talibowie                                 |
|                                                      | Hasan Achund (?–)(tymczasowo)                  |                                            | 17 lipca 2023        | nadal urzęduje       | Talibowie                                 |